# Comastoma boreale
Comastoma boreale är en gentianaväxtart som först beskrevs av Aleksandr Andrejevitj Bunge, och fick sitt nu gällande namn av T.N.Ho och Omer. Comastoma boreale ingår i släktet lappgentianor, och familjen gentianaväxter. Inga underarter finns listade i Catalogue of Life.